# Estrella Morente
Estrella Morente, nom artístic d'Estrella de la Aurora Morente Carbonell, (Las Gabias, Granada, 14 d'agost de 1980) és una cantant de flamenc espanyola, filla del cantaor Enrique Morente i de la ballarina Aurora Carbonell.
Ha actuat amb el seu pare des que tenia 7 anys, i va gravar el seu primer àlbum l'any 2001, Mi cante y un poema; tot seguit vingué Calle del Aire, del mateix any, que fou rebut molt bé per la crítica i pels aficionats al flamenc. El 14 de desembre del 2001 es casà amb el torero malagueny Javier Conde a la Basílica de Nuestra Señora de las Angustias, a Granada. Cinc anys més tard publicà el seu tercer àlbum, Mujeres (2006), del qual el seu pare en fou el productor, i dos anys després de la mort d'aquest el seu quart àlbum, Autorretrato (2012).
El 2013 va gravar un tema en català amb Lluís Llach, qui era un gran amic de son pare, pel disc de la Marató de TV3 d'aquell any, que tractava les malalties neurodegeneratives.
A Barcelona ha actuat al Gran Teatre del Liceu amb el seu pare l'any 2009 i en el marc del festival de flamenc De cajón! (2011), i ha cantat El amor brujo de Manuel de Falla al Palau de la Música (2013).
Estrella Morente és una defensora de la tauromàquia, i el febrer de 2020 va causar una gran polèmica quan va reivindicar el món taurí durant una actuació seva a Operación Triunfo. La cantant, que interpretava la cançó "Volver" amb la concursant Nia en la sisena gala del programa, va canviar la lletra del tango de Carlos Gardel per uns versos del poeta José Bergamín que són un al·legat de la tauromàquia. Aquest canvi, que no estava previst i no s'havia assajat amb anterioritat, va sorprendre tant als organitzadors del programa com als espectadors, i va generar una forta controvèrsia a les xarxes socials.

## Discografia
- Mi cante y un poema (2001)
- Calle del Aire (2001)
- Mujeres (2006)
- Casacueva y escenario (2007) (DVD)
- Autorretrato (2012)[8]